# The Golden Girls
The Golden Girls, conocida también como Las chicas de oro (o Los años dorados en Hispanoamérica), fue una comedia de situación en la televisión estadounidense, creada por Susan Harris y emitida originalmente por la National Broadcasting Company (NBC) desde 1985 hasta 1992. Protagonizada por Beatrice Arthur, Betty White, Rue McClanahan y Estelle Getty, el programa cuenta la historia de cuatro señoras que, divorciadas o viudas, comparten un chalet en Miami, Florida. Producida por Witt/Thomas/Harris Productions, en asociación con Touchstone Television, la serie contó con la producción ejecutiva de Harris y sus colegas Tony Thomas y Paul Junger Witt.
The Golden Girls recibió comentarios positivos durante todas sus temporadas, y ganó varios premios, incluyendo el Premio Primetime Emmy a la mejor serie de comedia. También ganó tres Premios Globo de Oro a la mejor serie - Comedia o musical. Las cuatro protagonistas recibieron Premios Emmy a lo largo de la existencia de la serie, y tuvieron múltiples nominaciones. La serie también apareció en listados de los diez programas con las calificaciones mayores por seis de sus siete temporadas.

## Premisa
La serie se centra en cuatro señoras que comparten una casa en Miami, Florida. La dueña del hogar es una viuda llamada Blanche Devereaux (Rue McClanahan), acompañada también por otra viuda compañera, Rose Nylund (Betty White), y una divorciada, Dorothy Zbornak (Beatrice Arthur). Todas se conocieron respondiendo a un anuncio que colgó Blanche en el tablón de anuncios de un supermercado local. En el episodio piloto, las mujeres tuvieron un cocinero gay llamado Cocó, que fue eliminado inmediatamente del resto de la serie porque no existía suficiente guion para los cuatro personajes. A las tres enseguida se unió la madre de Dorothy, Sophia Petrillo (Estelle Getty), una mujer italiana de fuerte carácter y lengua muy afilada, cuya residencia de ancianos se incendió.

## Personajes

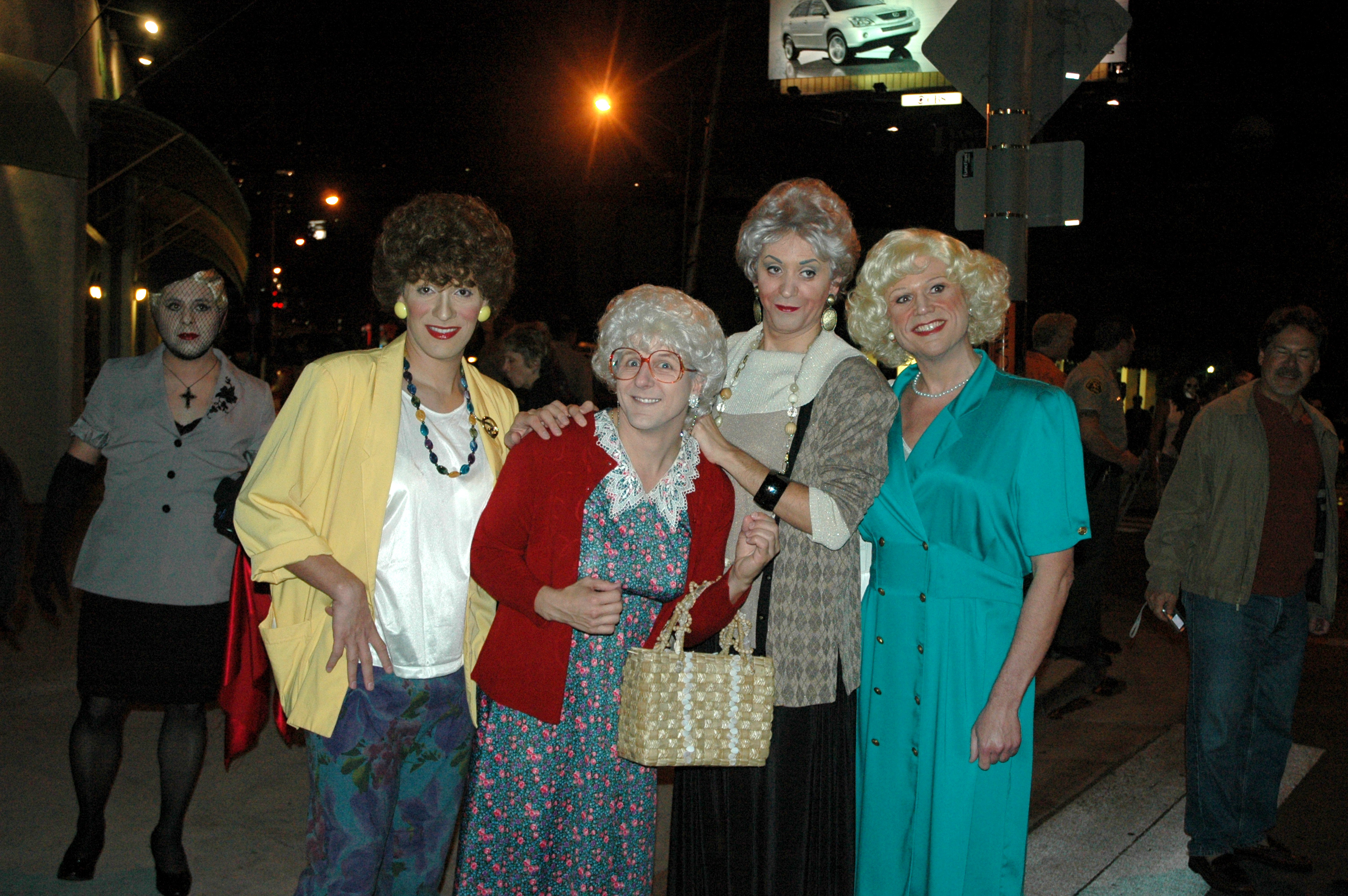
Gente disfrazada de los personajes de la serie.

La serie contó con cuatro personajes principales a lo largo de su existencia, con muchos otros personajes recurrentes durante el transcurso de sus siete temporadas.

### Blanche Devereaux
Blanche Devereaux (Rue McClanahan) es la atractiva y coqueta dueña de la casa. Sus flirteos con los hombres y su interés por el sexo le confieren el humor más picante de la serie. Luce con orgullo su origen sureño.
Nacida en Hollingsworth, Devereaux era una belleza sureña que creció en una plantación a las afueras de Atlanta, Georgia. Para su padre fue siempre “la niña de sus ojos” y ella se refería a él como “gran papá,” una referencia directa al personaje de “Big Daddy” Pollit de la obra La gata sobre el tejado de zinc de Tennessee Williams. Sin embargo, ella intentó muchas veces darle un giro más negativo al afecto de su padre por ella. Blanche tenía una relación amor-odio con sus hermanas Charmaine (Barbara Babcock) y Virginia (Sheree North). También fue difícil aceptar la homosexualidad de su hermano Clayton (Monte Markham) y la enfermedad mental de su hermano Tad (Ned Beatty) que más tarde se supo en la secuela, The Golden Palace.
La casa que compartían en el 6151 de Richmond Street, pertenecía a Blanche. Ella había vivido allí muchos años con su último esposo (interpretado en escenas retrospectivas por George Grizzard, más adelante Blanche vendería a partes iguales la casa a Dorothy, Rose y Sophia). Blanche y George tuvieron 6 hijos: 2 hijas (Rebecca y Janet, ambas aparecieron en la serie) y 4 hijos (Matthew, un contable con titulación pública que apareció en The Golden Palace. Bitt, Doug y Skippy, que tenía asma, son mencionados pero nunca aparecieron en la serie). Blanche no tenía buena relación con sus dos hijas. Rebecca estaba resentida con ella por oponerse a que dejara el colegio para convertirse en modelo en París. Regresó para visitarla por primera vez desde hacía 4 años. Rebecca había engordado, lo cual fue difícil de aceptar por parte de Blanche al principio: Kit (interpretada ahora por una actriz más delgada) regresó a la serie más adelante. Janet estaba resentida con Blanche por la falta de compromiso de esta en su niñez. Blanche se lamenta de aquello refiriéndose a todos sus hijos. Blanche tuvo varios nietos: David (un rebelde adolescente que visitó Miami en un episodio); Sara (junto a su madre Janet visitaron a las chicas en la última temporada); Melissa (una joven concursante de certámenes de belleza); y Aurora (la niña pequeña de Rebecca, que fue concebida por inseminación artificial en una de las tramas que continúan en la serie). Blanche actuó de preparadora de Rebecca en el parto y la instructora sirvió para que su relación se afianzara más.
El hijo ilegítimo de George Devereaux era David (interpretado por Mark Moses). El séptimo hijo de Devereaux fue descubierto cuando apareció en la casa buscando a George. Esto condujo a Blanche a luchar contra el hecho de que su marido, a quien tenía devoción, le fuera infiel durante su matrimonio.
Durante la mayor parte de la serie Blanche fue retratada como una comedora hambrienta de hombres. Claramente durante toda la serie tuvo muchos admiradores masculinos e historias detallando varios encuentros sexuales.
En el funeral por su marido George (que había muerto al chocar de frente con un conductor que iba en sentido contrario – en el episodio se pensó que George estaba vivo, pero más adelante descubrimos que todo fue un sueño de Blanche. Ella se despierta y es confortada por las chicas -). Blanche acordó una cita con un hombre porque como dijo Rose: “No puede estar sin un hombre, ¿sabes lo que quiero decir?”
Sophia en particular poseía las mejores frases en relación con la naturaleza sexual de Blanche, refiriéndose a ella como un “colchón humano.” Cuando Dorothy preguntó a Blanche sobre el tiempo que había esperado para tener sexo después de la muerte de George, Sophia respondió: “Hasta que llegaron los paramédicos.”
Blanche era muy vanidosa y, como resultado de eso, siempre intentaba actuar como si fuera más joven. Aunque se sabe que nunca se reveló su edad exacta (se mencionó que incluso su fecha de nacimiento fue borrada de su registro de nacimiento “por orden del gobernador”). En la 3ª temporada, episodio 25 llamado “Día de la madre” (emitido el 7 de mayo de 1988) en una imagen retrospectiva se vio que Blanche tenía 17 años en 1949. Tenía entonces 53 cuando la serie empezó en 1985 y 61 cuando la secuela terminó en 1993.
Blanche trabajaba en un museo de arte. Su jefe era Mr. Allen, un hombre muy agradable; aunque admitió que había tenido un lío con la esposa de su mejor amigo en el episodio en el que Dorothy fue a trabajar al museo, poniendo a Blanche celosa, lo cual correspondía con el trato continuo a Blanche.
El disfrute sin sentirse culpable de sexo de Blanche contribuyó a algunos de los mejores diálogos de la serie, por ejemplo:
-Blanche: ¿Sabes lo que más odio hacer después de una fiesta?
-Rose: Intentar buscar tu ropa interior en la ropa sucia.
-Sophia: ¿Es verdad lo que dicen sobre los hombres negros en la cama?
-Blanche: ¡Oh sí!, por supuesto, por supuesto. Eso es algo que a mí también me gustaría saber.

### Dorothy Zbornak
Dorothy Zbornak (Beatrice Arthur) es la única divorciada, hija de Sophia Petrillo (Estelle Getty), es la "chica" responsable. Da la casualidad que Estelle Getty era un año menor que Beatrice Arthur en la vida real.
De profesión profesora suplente de literatura estadounidense está continuamente lidiando con su madre y Rose.
Dorothy Zbornak (de soltera Petrillo) era una católica italiana, criada en Brooklyn, Nueva York, por su madre Sophia y su padre Salvatore (protagonizado por Sid Melton en escenas retrospectivas). Apodada “gatita” por su madre, Dorothy tenía un hermano y una hermana menor. Su hermano Phil (transportista), fue a menudo referido, pero nunca apareció en escena. Murió después de un ataque al corazón en un episodio donde actuaba Brenda Vaccaro como su viuda. Su hermana Gloria, la hermana Petrillo más joven, se casó por dinero; apareció en dos episodios, pero fue interpretada por dos actrices distintas (Doris Belack y Dena Dietrich). Tras mudarse a Miami en sus últimos años, Dorothy continuó trabajando como profesora sustituta.
La noche de su graduación, Stanley Zbonark, dejó a Dorothy preñada y se casó con ella para legitimar al bebé. Stan y Dorothy estuvieron casados durante 38 años, aunque Stan la engañó en numerosas ocasiones. Finalmente la dejó por una joven azafata llamada Chrissy, a la que conoció en el camino a una conferencia de negocios en Hawái. Como explicaba Dorothy en un episodio, el comandante del avión dijo a las azafatas que “dieran un lei (collar de flores) a los pasajeros.” Chrissy se confundió (implicando esto que acabara haciendo el amor con Stan), pero finalmente acabaron casándose y viviendo en Maui. Dorothy tuvo dos hijos, Kate y Michael, y un nieto llamado Robbie. En la segunda temporada, en un episodio donde Michael le hacía una visita, Dorothy se refirió a él como si tuviera 29 años lo cual haría que ella tuviera 47. Probablemente fue un mal cálculo por parte de los guionistas. Cuando en la siguiente temporada Michael hizo una visita (en el episodio “bendiciones mezcladas”) para anunciar su compromiso con Lorraine, Dorothy repetía en una escena que Michael solo tenía 23 años y Lorraine 44. En solo una temporada de repente Michael tenía 6 años menos de vida. Michael debería haber tenido 40-41 años cuando se emitió ese episodio para que Dorothy lo hubiera tenido cuando ella tenía 18-19 años.
Aunque Dorothy y Stan estaban divorciados él hizo numerosas apariciones en el show (el personaje de Stan estaba interpretado por Herb Edelman). Normalmente corría hacia Dorothy cuando algo iba mal en su vida. Stan continuamente veía a Dorothy como una figura reconfortante y en quien podía confiar; a pesar de que fue él quien destrozó su matrimonio. Dorothy salió del divorcio como una mujer amargada y desesperada, mientras que su marido parecía descender a la época de la niñez. Dorothy había cerrado todas las puertas a la compañía masculina antes de empezar una relación con el profesor de gimnasia y casado. Este lío duró poco, pero gracias a él se hizo una mujer más fuerte y más segura. Acabaron teniendo un rollito de una noche en la primera temporada (lo que erróneamente hizo pensar a Stan que aquello conduciría a una reconciliación), y unas temporadas más adelante empezaron a quedar de nuevo y a hacer planes de boda otra vez. Dorothy canceló la reconciliación el día de la boda, cuando Stan le pide que firme un acuerdo prematrimonial. La orgullosa madre de Dorothy, que nunca había perdonado a su yerno por engañar a su hija, llena de orgullo anunció a los invitados a la boda: “Ella lo ha rechazado, ¡recuerden eso!”
Hacia el final de la serie, Bea Arthur dejó claro que quería dejar la serie. Esto inevitablemente forzó la trama de la última emisión de la séptima y última temporada. En el episodio final de la serie, Dorothy se casa con el tío de Blanche, Lucas Hollingworth (interpretado por Leslie Nielsen), convirtiéndola en “tía” Dorothy Hollingworth. Stan, a pesar de estar apenado de ver a Dorothy comenzar una nueva vida sin él, da a Dorothy su bendición vestido como el conductor de la limusina que la lleva a la boda.

### Rose Nylund
Rose Nylund (Betty White) es la ingenua campesina del Municipio de Saint Olaf, en Minnesota. Divaga siempre que cuenta algún suceso, perdiéndose en las historias de juventud, lo que saca de quicio a sus compañeras. Es la más tierna y bonachona de todas.
Nacida en Lindstrom, en una pequeña ciudad de granjeros, St. Olaf, Minnesota, una comunidad de americo-noruegos a la que una vez se refirió Dorothy como “la cuna de la idiotez.” A Rose le encantaba contar historias profundamente extrañas de la vida de St. Olaf mientras crecía; historias que le suministraron bagaje cómico para su personaje. Historias típicas centradas en gente con nombres tales como: Hans, Lars o Sven, y algunas experiencias con arenques. A pesar de que Rose era decididamente la de modales más suaves de las cuatro compañeras de piso, tenía una vena increíblemente competitiva. Esto le hacía “elevar la cabeza” en algunas ocasiones, sobre todo en el campeonato de bolos en el episodio “la competición”, y mientras entrenaba con Dorothy un equipo de fútbol de muchachos.
Rose pasó unos cuantos años de su vida en un orfanato en St. Olaf. Como se descubrió en un memorable episodio, pasó gran parte de su vida convencida de que Bob Hope era su padre biológico. Sin embargo, al final de la serie, se enteró de que había nacido fuera del matrimonio de un monje (Don Ameche) y su amante, Ingrid, que murió en el parto. Cuando tenía unos 8 años, Rose fue adoptada y criada por la gran (y aparentemente algo extraña) familia Lindstrom. Su padre adoptivo había muerto antes del comienzo de la serie, pero en un episodio aparece su madre adoptiva Alma (protagonizada por la estrella veterana Jeanette Nolan); más tarde murió fuera de la pantalla durante el curso de la serie. Rose era la primera de nueve hermanos (una vez se dijo que sus padres amaban “a los hermanos por igual”). Varios hermanos, como Rose, tenían nombres de flores. Estaban incluidas dos hermanas que visitaron a Rose en Miami: Lily, que era ciega (interpretada por Polly Holliday), y Holly (interpretada por Inga Swenson) una músico profesional a la que Rose no soportaba como se adivinó de su actuación ya que Rose dijo una vez: “Como una gilipollas.”
Rose estuvo muchos años casada con un viajero vendedor de seguros, Charlie Nylund, que también trabajaba como vendedor de herraduras. Tuvieron 5 hijos; 3 hijas (Kirsten, Bridgette y Jeanella) y dos hijos (Adam y Charlie). Kirsten y Bridgette visitarían a su madre en Miami en más de una ocasión, mientras que Adam, Charlie y Jeanella fueron mencionados pero nunca aparecieron en el programa. Rose tuvo varios nietos; dos nietas, Charley y Charlene (la primera apareció en las chicas de oro y la segunda visitó a Rose en The Golden Palace).
Tras la muerte de Charlie en 1970 (murió de un ataque al corazón mientras hacía el amor), Rose vivió sola durante un tiempo en St. Olaf y después se mudó a Miami y encontró trabajo en un “centro de asistencia al dolor.” Durante el programa, Charlie dejó de percibir la pensión y Rose fue obligada a buscar un trabajo más lucrativo. Acabó como asistenta del reportero de consumo Enrique Mas en una cadena local de televisión. Durante la serie Rose también fue voluntaria en el hospital local y trabajó en varios proyectos caritativos.
En posteriores temporadas Rose se involucró románticamente con el profesor Miles Webber (interpretado por Harold Gould). Rose descubrió después que Miles formaba parte del Programa de Protección de Testigos. Se dijo que Webber, antes era conocido como Nicholas Carbone, contable de Chicago. Después de que un gánster llamado Mickey, “el hombre queso,” y Moran fingiera su propia muerte, Miles fue arrojado por poco tiempo en Pensilvania como un granjero llamado Samuel Plankmaker. Por cierto, el mismo que hacía de Miles también interpretó a Arnie, una de las breves aventuras amorosas que Rose tuvo en la primera temporada.
Tras el fin del programa, cuando las chicas vendieron la casa y compraron un hotel (The Golden Palace), Rose fue la asesora de bodas del hotel. También se encargaba de todos los banquetes, conferencias y asuntos del hotel. Mientras trabajaba en la recepción de una boda para una novia y organizaba el especial "Cow-Themed Wedding," el nombre de Miles fue encontrado en el registro del hotel varias veces. Se había alojado en esas ocasiones con otra mujer. Blanche informa a Rose sobre lo que ha encontrado y Rose confronta a Miles con la información y entonces se descubre que él no es el Miles Webber que aparecía en el registro del hotel. Miles sí admitió que salía con otra mujer que trabajaba en el restaurante; y que no podía elegir entre ellas. Rose acaba la relación diciendo que si después de lo que había pasado no estaba seguro de que fuera ella con quien quisiera pasar el resto de su vida, entonces no lo sabría nunca. Más adelante, Rose descubre que la novia que va a tener el especial ("Cow-Themed Wedding"), el cual siempre había sido el sueño de boda de Rose (para ella y para Miles) está planeando casarse con Miles. Al final del episodio Rose está en la cocina del hotel mirando el salón del banquete durante la celebración de la boda. Rose dice a Blanche que tiene que estar ahí para decir adiós y pasar página.
Rose tuvo algunos problemas de salud en el transcurso del programa, sobre todo un fuerte ataque al corazón durante la última temporada de la serie. En un episodio se dijo que Rose había sido adicta a los calmantes durante muchos años. Se le había recetado una medicina muchos años antes, después de una herida en la granja. También en el episodio llamado “72 horas,” informa a Rose que debido a una transfusión sanguínea que recibió en una operación de rutina, posiblemente estaba infectada con sida. Después de algunos tests y una ansiosa espera de 3 días, determina que es VIH negativo.
En honor al personaje, el municipio de St. Olaf creó el premio Rose Nylund de excelencia civil.

### Sophia Petrillo
Sophia Petrillo (Estelle Getty) es el contrapunto de Rose, despierta, lista, no hay quien la engañe. Su origen siciliano la curtió en un mundo de dificultades y peligros. No tiene pelos en la lengua.
Sophia Petrillo es la hija de Don Angelo y su mujer Leonor de Sicilia. La madre cínica de Dorothy nació en Sicilia y se mudó a Nueva York después de anular su convenido primer matrimonio con Guido Spirelli (también estuvo comprometida por poco tiempo con un joven de su pueblo, Augustine Bagatelli, cuando era adolescente).
Se casó con Salvatore Petrillo (Sid Melton) y tuvieron 3 hijos: Dorothy, una profesora sustituta divorciada de la que Sophia dependía y con la que se vino a vivir; Phil, un transportista que estaba casado con hijos; y Gloria, que se casó por dinero, pero que perdió una fortuna que su fallecido marido le había dejado.
Sophia fue ingresada en la residencia de ancianos “Prados Soleados” por Dorothy antes del comienzo de la serie, Sophia había sufrido un gran ataque que, en más de una ocasión se dijo que había destruido la parte del cerebro que actuaba como censor. Desde luego mucha de la popularidad de Sophia viene de su humor, a veces chocante, de su franqueza y de su falta general de inhibición.
En el episodio piloto se fue a vivir con las chicas después de que la residencia se quemara. En otro episodio Sophia intentó huir a Sicilia después de que se convirtiera en la principal sospechosa de iniciar el incendio. Sophia nunca habló bien de la residencia y aludió al maltrato del personal muchas veces durante toda la serie (aunque en un episodio habló de la poca calidad de las residencias, admitió que el tratamiento recibido en Prados Soleados era satisfactorio). Hubo constantes pistas en la serie que sugerían que ella y su familia tenían contactos con la mafia de Sicilia. Una vez dijo que había vivido dos guerras mundiales, 15 venganzas, 4 operaciones y 2 Darrins en la serie Bewitched. En un episodio dejó caer que ella sabía lo que le sucedió a Jimmy Hoffa.
Miembros de la familia que aparecen en el programa incluyen: su hermana Angela (interpretada por Nancy Walker), su hermano Angelo (interpretado por Bill Dana), su hija Gloria (interpretada por Doris Belack y Dena Dietrich) y en una imagen retrospectiva su marido Sal, su madre (interpretada por Bea Arthur) y su padre (interpretado también por Bill Dana) y la misma Dorothy a una edad más temprana (interpretada por Lynnie Greene). Phil, su único hijo, nunca se vio en la serie. Más adelante murió de un ataque al corazón (debido a su obesidad) mientras se probaba ropa grande de señora (incluso en el velatorio decían que vestía de señora). En el episodio "La venganza de Ebbtide," después del funeral del hijo, Sophia (con ayuda de la sensata personalidad de Dorothy y con la cariñosa y experta ayuda de Rose, obtenida, gracias a su trabajo en el centro de trabajo de consultado de dolor) finalmente se da cuenta de la raíz de su ira, rompió a llorar y acaba su ya larga enemistad con la esposa de Phil, Angela (interpretada por Brenda Vaccaro). Se dijo que Sophia estaba enfadada consigo misma porque se preguntaba qué había dicho o hecho a su hijo para que éste quisiera ser transportista. Al final se reconcilia con Angela después de darse cuenta de que todavía lo quería. En uno de los pocos momentos emotivos de Sophia dice: "Mi hijo se ha ido." Sophia siempre se refería a Angela como “Gran Sally” porque esto la irritaba. Phil, Angela y sus hijos vivían en una caravana en Newark, Nueva Jersey. Sophia se casó con Rax Weinstock (interpretado por Jack Gilford), compañero de negocios de Sal. Intentó revivir el viejo negocio de pizza y Knish de Sal y de Max en la playa. Pero se separaron pronto dándose cuenta de que estaban mejor como "amigos con beneficios ocasionales". A lo largo de toda la serie Sophia realizó unos cuantos trabajos a media jornada que mayormente estaban relacionados con la comida, como el de trabajar de comida rápida y empresaria de salsa de espagueti y especialista en bocadillos.

### Personajes recurrentes
Los siguientes actores y actrices interpretaron personajes recurrentes:
- Herb Edelman interpretó a Stanley Zbornak, el marido anterior de Dorothy. Apareció en 26 episodios.
- Harold Gould interpretó a Miles Webber, un profesor que era el novio de Rose. Apareció en 14 episodios.
- Dinah Manoff interpretó a Carol Weston, la vecina neurótica y tensa de las señoras.
- Kristy McNichol interpretó a Barbara Weston, una oficial de policía que era una vecina de las señoras.
- Richard Mulligan interpretó a Dr. Harry Weston, el vecino y padre de Barbara y Carol Weston.
- Sheree North interpretó a Virginia, la hermana de Blanche, quien apareció en 2 episodios.
- Sid Melton interpretó a Salvadore Petrillo, el difunto esposo de Sophia, usualmente visto en sueños y secuencias de flashback. También interpretó "Don the Fool," un camarero en un restaurante medieval.
- Nancy Walker interpretó a Angela, tía de Dorothy y hermana de Sophia.
- Bill Dana interpretó a Angelo, hermano de Sophia y tío de Dorothy.
- Lynnie Greene interpretó una versión más joven de Dorothy en secuencias de flashback.
- Scott Jacoby interpretó a Michael, un músico sin rumbo quien era el hijo de Dorothy.
- Steve Landesberg interpretó al Dr. Halpern, el psiquiatra de Stan, quien apareció en 4 episodios.
- Ellen Albertini Dow interpretó a Lillian, una amiga de Sophia a quien las señoras ayudaron a reubicar de un asilo de ancianos.

Para estrellas invitadas, el programa empleó muchos actores y actrices famosos, incluyendo Don Ameche, Christopher Daniel Barnes, Ken Berry, Lloyd Bochner, Sonny Bono, Eddie Bracken, Joseph Campanella, Virginia Capers, Rosalind Cash, George Clooney, Robert Culp, Ruby Dee, The Del Rubio Triplets, Jeane Dixon, Geraldine Fitzgerald, Anne Francis, Alice Ghostley, Johnny Gilbert, Peter Graves, Jack Gilford, Phil Leeds, Merv Griffin, George Grizzard, Gary Grubbs, Polly Holliday, Bob Hope, Julio Iglesias, Freddie Jackson, Tony Jay, Billy Jayne, Paula Kelly, Alan King, David Leisure, Hal Linden, Mark Linn-Baker, Mario Lopez, Dinah Manoff, Monte Markham, Edie McClurg, Marian Mercer, Martin Mull, Leslie Nielsen, Jerry Orbach, Leland Orser, Tony Plana, Peggy Pope, Joe Regalbuto, Burt Reynolds, Debbie Reynolds, Donnelly Rhodes, Richard Riehle, Alex Rocco, Cesar Romero, Mickey Rooney, Harry Shearer, McLean Stevenson, Inga Swenson, Jeffrey Tambor, Meshach Taylor, Jay Thomas, Alex Trebek, Dick Van Dyke, Tom Villard, Lyle Waggoner, David Wayne, y Fred Willard. El director Quentin Tarantino también apareció en un episodio como un imitador de Elvis.

## Producción

### Creación
Las ideas para una serie de comedia sobre señoras surgieron durante la filmación por NBC de un especial de televisión en los estudios de Warner Bros. en Burbank, California en agosto de 1984. Producido para introducir el horario de programas televisivas para la cadena durante la temporada 1984-1985, dos actrices que aparecieron en programas de NBC — Selma Diamond (de Night Court) y Doris Roberts (quien entonces era conocida por su papel en Remington Steele) — aparecieron en un sketch promoviendo el programa futuro Miami Vice como Miami Nice, una parodia sobre señoras que viven en Miami, Florida. Warren Littlefield, el vicepresidente de NBC, fue uno de los productores ejecutivos en la audiencia que se divirtieron con su desempeño, y pensó en una serie basada en el humor geriátrico que las dos retrataban.
Poco después, unió a los productores Paul Junger Witt y Tony Thomas, que lanzaban una serie sobre una abogada. Aunque Littlefield vetó la idea, les preguntó si estaban interesados en la entrega de un guion para un episodio piloto de Miami Nice en su lugar, pero cuando su escritor regular disminuyó, Witt acordó solicitar a su esposa, Susan Harris. Si bien había dudas sobre si Harris, quien inicialmente había planeado retirarse después del final de su serie Soap en American Broadcasting Company (ABC), escribiría un proyecto nuevo, Harris encontró que el concepto era interesante porque "fue un grupo demográfico que nunca se había abordado," y pronto reanudó su trabajo. Aunque su visión de una serie sobre mujeres alrededor de 60 años difería con la petición de la NBC para escribir una comedia sobre mujeres con edades alrededor de 40 años, Littlefield quedó impresionado cuando recibió el guion para el piloto de Harris, y posteriormente aprobó la producción del piloto. Jay Sandrich, el director de The Cosby Show, quien había trabajado previamente con Harris, Witt, y Thomas en Soap, aceptó dirigir.

### Escritura y filmación

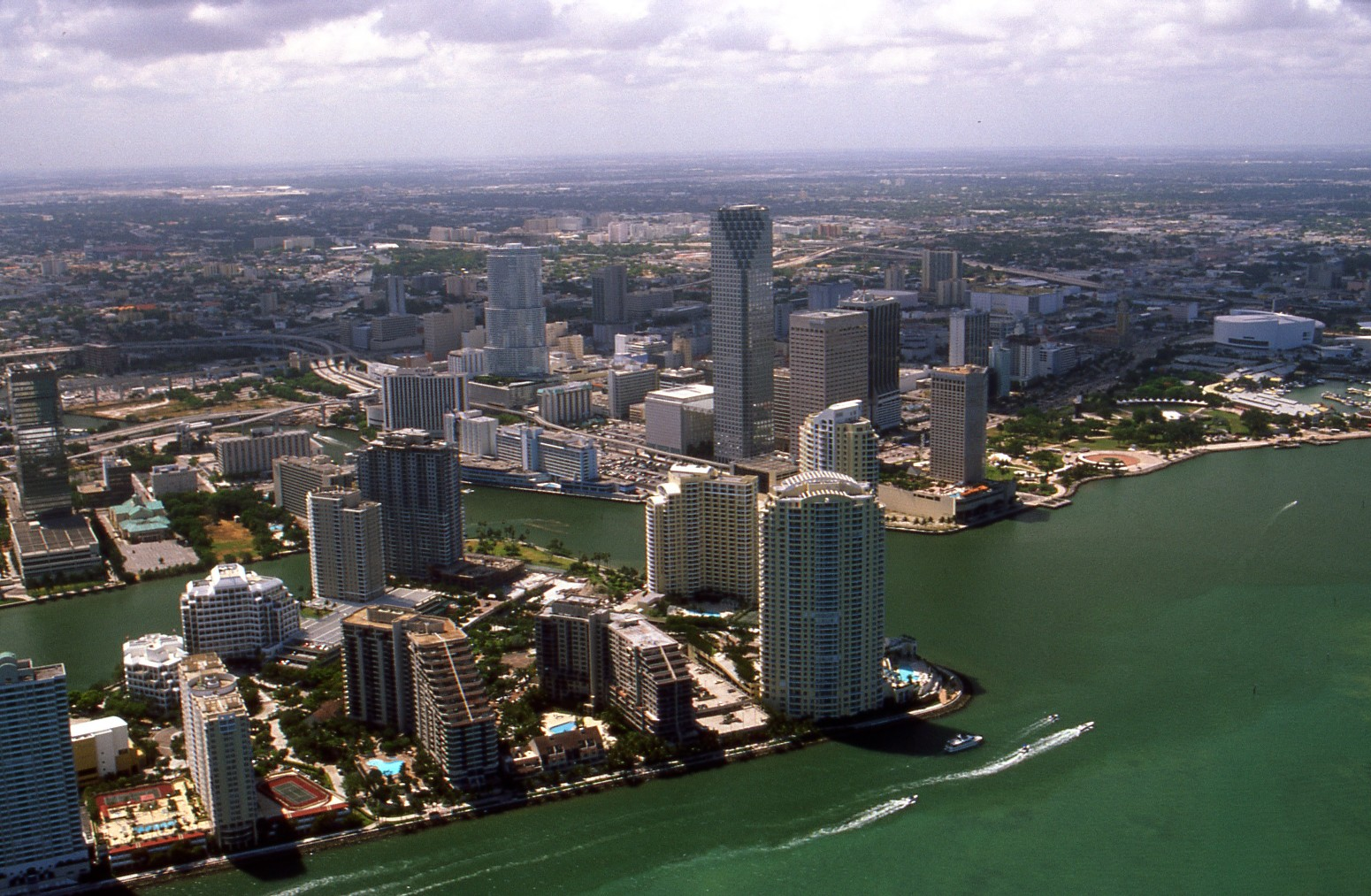
El horizonte de Miami, que apareció en la carte titular para la primera temporada.

La creadora de The Golden Girls, Susan Harris, llegó a contribuir con otros cuatro episodios de la primera temporada, pero llegó a estar menos involucrada con la serie a lo largo de su existencia; sin embargo, podría continuar leyendo todos los guiones y era familiar con la mayoría de las historias. Kathy Speer y Terry Grossman fueron los primeros escritores principales de la serie y escribieron para la serie durante cuatro temporadas. Como escritores principales, Speer y Grossman dieron ideas generales a escritores menores, y personalmente, escribieron un puñado de secuencias de comandos en cada temporada. En 1989, Marc Sotkin, previamente un escritor de Laverne & Shirley, asumió responsabilidades de escritura, y guio el programa (en diversos grados) durante lo que serían sus últimas tres temporadas. Richard Vaczy y Tracy Gamble, previamente escritores de 227 y My Two Dads, también brevemente asumieron el cargo de producción, hasta que fueron reemplazados en 1990 por Marc Cherry y Jamie Wooten, cuyo primer episodio se emitió el 12 de enero de 1991, aunque Vaczy y Gamble continuaron a supervisar la producción. Mitchell Hurwitz era también un miembro del personal de la escritura hace mucho tiempo.
La dirección de la casa fue mencionada como el 5161 o 6151 de Richmond Street, en Miami. El modelo exterior utilizado en los rodajes de la casa en la serie fue parte del trayecto recorrido tras bambalinas en Disney's Hollywood Studios. Esta fachada — junto con la casa usada en Empty Nest — fue una de las destruidas en el verano de 2003, cuando The Walt Disney Company arrasó las casas de "Residential Street" para dar cabida al Lights, Motors, Action! Extreme Stunt Show. La fachada, basada en una casa real en Brentwood, California que se encuentra en el 245 de North Saltair Avenue, fue utilizada en los rodajes exteriores durante la primera temporada de la serie. Más tarde, se construyó una réplica en Walt Disney World en Florida.

## Final de la serie
Tras seis temporadas consecutivas entre las mejores y una séptima temporada en el puesto 30, The Golden Girls llegó a su fin cuando Bea Arthur decidió que era hora de pasar a otras cosas. En el episodio final, emitido en mayo de 1992 con duración de una hora, Dorothy se casa con Lucas (Leslie Nielsen), el tío de Blanche, y se traslada a Hollingworth Manor en Atlanta, Georgia. Se presumía que Sophia se uniría a ella, pero al final se queda con las otras chicas en Miami.
En los amargos momentos finales, después de hacer un emotivo discurso y declarar su amor indefectible a las otras chicas, Dorothy entra y sale por diferentes estancias de la casa para decir su último adiós, hasta que sale por última vez, diciendo "Siempre seréis mis hermanas, siempre" antes de marchar dejando a las otras tres chicas solas. El final acumuló 27.2 millones de telespectadores (38% de todos los estadounidenses que veían la televisión al mismo tiempo). Cuando el final de la serie se emitió el 9 de mayo de 1992, era el décimo final más visto de todos los tiempos. A partir de 2010, ocupa el lugar 18.

## Episodios y formato
Muchos episodios de la serie siguieron un formato o tema similar. Por ejemplo, una o dos de las señoras se involucrarían en algún tipo de conflicto o problema, frecuentemente involucrando a un miembro de uno de sus familias, un hombre, o un dilema ético. En algún momento, se reunían alrededor de la mesa de cocina y discutirían el problema, a veces por la noche y a menudo mientras comiendo pastel de queso o algún otro postre. Una de las otras señoras entonces contaría la historia sobre su propia vida, la cual se relacionaba con el problema de algún modo (aunque Rose ocasionalmente regalaría una historia tonta que no tenía nada que ver con la situación, y Sophia diría historias escandalosas inventadas).
Sophia siempre empezaba sus historias con "Imaginaos..." antes de iniciar el lugar y el año en que la historia había ocurrido. Las historias de Blanche normalmente giraban alrededor de sus encuentros somáticos, mientras que las de Rose procedían de los años vividos en su ciudad natal de St. Olaf que a menudo empezaban con “de vuelta a San Olaf.” En algunos episodios aparecerían algunas imágenes retrospectivas y las chicas contaban sus experiencias juntas. Al final del episodio el conflicto estaría resuelto. Algunos episodios emitían imágenes de episodios anteriores y de acontecimientos que ocurrieron antes de que la serie comenzara. En estas imágenes más tempranas normalmente aparecía Sophia viviendo en Brooklyn con su marido Sal. Estelle Getty aparecía con su peluca y mucho más joven con distintos tipos de maquillaje.

## Recepción crítica
Un éxito inmediato, The Golden Girls se convirtió en un alimento básico para NBC en las noches de sábados. El programa casi siempre ganó su franja horaria, mientras las otras cadenas estaban tratando de encontrar programas para competir con ello. The Golden Girls formó parte de una serie de programas encargados por Brandon Tartikoff para poner fin a la caída de las calificaciones de la NBC, junto con The Cosby Show y L. A. Law.
El programa trató tales cuestiones temáticas como salir del armario, el sexo seguro, el matrimonio entre personas del mismo sexo, el síndrome del nido vacío, la discriminación por edad, los conductores de edad avanzada, el sexismo y el acoso sexual, el auxilio al suicidio, la enfermedad de Alzheimer, el embarazo adolescente, la disfunción eréctil, la muerte, el adulterio, la solicitación, la participación del FBI, los ovnis, la inmigración irregular y la deportación, el desarme nuclear, la corrupción política, la estafa nigeriana, el síndrome de fatiga crónica, la donación de órganos, la violencia doméstica, la ludopatía, la drogodependencia, la inseminación artificial, los derechos de los animales, el desempleo, la pobreza y las personas sin hogares, el abandono de niños, la violencia armada, el robo, la soledad, el matrimonio interracial, la educación de adultos, la cirugía plástica, y la demencia. Un episodio provocador involucró a Rose haciendo la prueba para el virus de la inmunodeficiencia humana después de años de recibir una transfusión de sangre sin analizar.

## Spin-offs
Tras el éxito de The Golden Girls, la creadora de la serie, Susan Harris, posteriormente ideó Empty Nest como un spin-off de The Golden Girls, con unos crossovers de personajes. Nurses fue posteriormente creado como un spin-off de Empty Nest, y los programas ocasionalmente tendrían episodios especiales en los cuales personajes de uno de los programas harían apariciones en los otros.
- The Golden Palace

Título en español: “El palacio dorado” / “El hotel de oro” (España)
Después de la conclusión de la serie original, White, McClanahan, y Getty repitieron sus personajes en The Golden Palace, una serie que se emitió por el Columbia Broadcasting System (CBS) desde septiembre de 1992 hasta mayo de 1993, y también empleó Cheech Marin y Don Cheadle como protagonistas (Bea Arthur también apareció como invitada en un episodio, repitiendo su papel como Dorothy). El programa nunca se acercó a la popularidad o aclamación de la serie original, y ocupó el lugar 57 en las calificaciones anuales. Según los informes, una segunda temporada iba a ser aprobada, pero se tomó finalmente la decisión de cancelarla en los días previos a la temporada televisiva de otoño de acuerdo con las previsiones de la cadena.
El canal de cable Lifetime, que poseía los derechos de The Golden Girls en ese tiempo, emitió reposiciones de The Golden Palace en el verano de 2005, y también en diciembre del mismo año. Esto fue la primera emisión de The Golden Palace en la televisión estadounidense después de su cancelación en 1993. Hasta abril de 2006, Lifetime emitió la serie virtualmente como una octava temporada, emitiendo la serie entre la conclusión de la temporada final y el vuelco a la primera temporada.
- The Golden Girls: Live!

Título en español: “Las chicas de oro: en directo”
The Golden Girls: Live! fue un espectáculo de Off-Broadway que empezó el verano de 2003 y duró hasta noviembre del mismo año. La producción se terminó porque los productores no pudieron asegurar los derechos de autor para el uso del programa. El espectáculo fue presentado con una orden de "cese y desista" por Susan Harris y Paul Junger Witt, los creadores del programa original. Interpretado por un reparto totalmente masculino, The Golden Girls: Live! constaba de dos episodios consecutivos de la comedia.
- Empty Nest

Título en español: “Nido vacío”

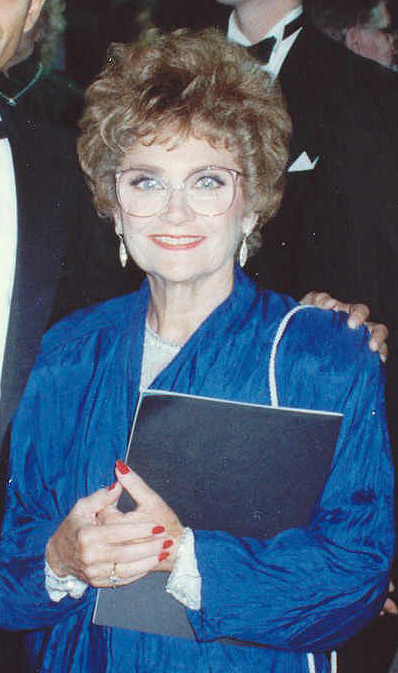
Estelle Getty repitió su papel como Sophia en The Golden Palace, Empty Nest, Nurses y Blossom.

Capitalizando en la popularidad de The Golden Girls, la creadora de la serie, Susan Harris, decidió desarrollar una serie derivada, centrado en torno al síndrome del nido vacío. El piloto inicial se incluyó en uno de los episodios de The Golden Girls, "Nidos vacíos" (1987), y era protagonizada por Paul Dooley y Rita Moreno como George y Renee Corliss, una pareja casada que vive al lado de los personajes de The Golden Girls, que se enfrenta al síndrome del nido vacío después de que sus tres hijas adultas se mudaron. Cuando la idea no fue bien recibida, Harris reestructuró la serie como un vehículo para Richard Mulligan, y el siguiente año Empty Nest debutó, protagonizada por Mulligan como el pediatra Harry Weston, un viudo cuyas dos hijas adultas se mudaron de vuelta a casa. Personajes de ambos programas hicieron apariciones ocasionales como invitados en el otro programa, con las cuatro "Golden Girls" como invitadas en Empty Nest, y Mulligan, Dinah Manoff, Kristy McNichol, David Leisure, y Park Overall apareciendo en The Golden Girls en sus papeles de Empty Nest. Después del final de The Golden Palace, Getty se unió al elenco de Empty Nest, haciendo apariciones frecuentes como Sophia en las dos últimas temporadas de la serie.
Empty Nest lanzó su propio spin-off en 1991, Nurses (Enfermeras en español), que era ubicado en el mismo hospital en donde el Dr. Weston trabajó. Como una de las pocas veces en la historia de la televisión que tres programas del mismo productor, situados en la misma ciudad, se emitieron consecutivamente en una sola red en la misma noche, los tres programas ocasionalmente aprovecharon de sus circunstancias únicas al crear historias que llevaron a lo largo de las tres series, como "El huracán del sábado." Este fue uno de los factores principales de la popularidad de los crossovers ficcionales como un dispositivo para tramas de televisión en los años 1990.

## Premios
- 1992: Emmy a mejor reparto de serie cómica o musical:
  - Beatrice Arthur
  - Betty White
  - Rue McClanahan
  - Estelle Getty
- 49.os Globos de Oro (1992) - Películas del 1991

nom.
Mejor serie de TV - Comedia o musical
nom.
Mejor actriz secundaria en una serie, miniserie o película para TV (Estelle Getty)
- 48.os Globos de Oro (1991) - Películas del 1990

nom.
Mejor serie de TV - Comedia o musical
- 47.os Globos de Oro (1990) - Películas del 1989

nom.
Mejor serie de TV - Comedia o musical
- 46ª Globos de Oro (1989) - Películas del 1988

nom.
Mejor serie de TV - Comedia o musical
nom.
Mejor actriz principal en serie de TV - Comedia o musical (Betty White)
nom.
Mejor actriz principal en serie de TV - Comedia o musical (Bea Arthur)
- 45ª Globos de Oro (1988) - Películas del 1987

ganadora
Mejor serie de TV - Comedia o musical
nom.
Mejor actriz principal en serie de TV - Comedia o musical (Betty White)
nom.
Mejor actriz principal en serie de TV - Comedia o musical (Rue McClanahan)
nom.
Mejor actriz principal en serie de TV - Comedia o musical (Bea Arthur)
- 44.os Globos de Oro (1987) - Películas del 1986

ganadora
Mejor serie de TV - Comedia o musical
nom.
Mejor actriz principal en serie de TV - Comedia o musical (Estelle Getty)
nom.
Mejor actriz principal en serie de TV - Comedia o musical (Bea Arthur)
nom.
Mejor actriz principal en serie de TV - Comedia o musical (Rue McClanahan)
nom.
Mejor actriz principal en serie de TV - Comedia o musical (Betty White)
- 43.os Globos de Oro (1986) - Películas del 1985

ganadora
Mejor serie de TV - Comedia o musical
ganadora
Mejor actriz principal en serie de TV - Comedia o musical (Estelle Getty)
nom.
Mejor actriz principal en serie de TV - Comedia o musical (Rue McClanahan)
nom.
Mejor actriz principal en serie de TV - Comedia o musical (Bea Arthur)
nom.
Mejor actriz principal en serie de TV - Comedia o musical (Betty White)
- 44 Premios Emmy (Principales categorías)- Año 1991

nom.
Mejor actriz principal en Serie de Comedia (Betty White)
nom.
Mejor actriz de reparto en Serie de Comedia (Estelle Getty)
- 43 Premios Emmy (Principales categorías)- Año 1990

nom.
Mejor Serie de Comedia
nom.
Mejor actriz principal en Serie de Comedia (Betty White)
nom.
Mejor actriz de reparto en Serie de Comedia (Estelle Getty)
- 42 Premios Emmy (Principales categorías)- Año 1989

nom.
Mejor Serie de Comedia
nom.
Mejor actriz principal en Serie de Comedia (Betty White)
nom.
Mejor actriz de reparto en Serie de Comedia (Estelle Getty)
nom.
Mejor dirección en Serie de Comedia (Terry Hughes ("Triple Play"))
- 41 Premios Emmy (Principales categorías)- Año 1988

nom.
Mejor Serie de Comedia
nom.
Mejor actriz principal en Serie de Comedia (Betty White)
nom.
Mejor actriz principal en Serie de Comedia (Rue McClanahan)
nom.
Mejor actriz principal en Serie de Comedia (Bea Arthur)
nom.
Mejor actriz de reparto en Serie de Comedia (Estelle Getty)
nom.
Mejor dirección en Serie de Comedia (Terry Hughes ("Brother Can You Spare That Jacket"))
- 40 Premios Emmy (Principales categorías)- Año 1987

nom.
Mejor Serie de Comedia
ganadora
Mejor actriz principal en Serie de Comedia (Bea Arthur)
nom.
Mejor actriz principal en Serie de Comedia (Rue McClanahan)
nom.
Mejor actriz principal en Serie de Comedia (Betty White)
ganadora
Mejor actriz de reparto en Serie de Comedia (Estelle Getty)
nom.
Mejor dirección en Serie de Comedia (Terry Hughes ("Old Friends"))
- 39 Premios Emmy (Principales categorías)- Año 1986

ganadora
Mejor Serie de Comedia
nom.
Mejor actriz principal en Serie de Comedia (Bea Arthur)
nom.
Mejor actriz principal en Serie de Comedia (Betty White)
ganadora
Mejor actriz principal en Serie de Comedia (Rue McClanahan)
nom.
Mejor actriz de reparto en Serie de Comedia (Estelle Getty)
ganadora
Mejor dirección en Serie de Comedia (Terry Hughes ("Isn't It Romantic"))
nom.
Mejor guion Serie de Comedia (Jeffrey Duteil ("Isn't It Romantic"))
- 38 Premios Emmy (Principales categorías)- Año 1985

ganadora
Mejor Serie de Comedia
nom.
Mejor actriz principal en Serie de Comedia (Rue McClanahan)
nom.
Mejor actriz principal en Serie de Comedia (Bea Arthur)
ganadora
Mejor actriz principal en Serie de Comedia (Betty White)
nom.
Mejor actriz de reparto en Serie de Comedia (Estelle Getty)
nom.
Mejor dirección en Serie de Comedia (Terry Hughes ("A Little Romance"))
nom.
Mejor dirección en Serie de Comedia (Jim Drake ("The Heart Attack"))
ganadora
Mejor guion Serie de Comedia (Barry Fanaro , Mort Nathan ("A Little Romance"))
nom.
Mejor guion Serie de Comedia (Susan Harris ("Premiere"))
Sindicato de Guionistas (WGA) 1992 - Producciones de 1991
nom.
Mejor guion en un episodio de serie cómica (Marc Sotkin (6x12 - Ebbtide's Revenge))
Sindicato de Guionistas (WGA) 1989 - Producciones de 1988
nom.
Mejor guion en un episodio de serie cómica (Kathy Speer, Terry Grossman (3x1 - Old Friends))
Sindicato de Guionistas (WGA) 1988 - Producciones de 1987
ganadora
Mejor guion en un episodio de serie cómica (Barry Fanaro , Mort Nathan (2x11 -Twas the Nightmare Before Christmas))
nom.
Mejor guion en un episodio de serie cómica (Kathy Speer, Terry Grossman, Mort Nathan, Barry Fanaro (2x25 - A Piece of Cake))
Sindicato de Guionistas (WGA) 1987 - Producciones de 1986
nom.
Mejor guion en un episodio de serie cómica (James Berg, Stan Zimmerman (1x9 - Blanche and the Younger Man))
Directors Guild of America (DGA) - Producciones de 1987
nom.
Mejor dirección (Serie de TV - Comedia) (Terry Hughes (Episodio: "Old Friends"))
Directors Guild of America (DGA) - Producciones de 1986
ganadora
Mejor dirección (Serie de TV - Comedia) (Terry Hughes (Episodio: "Isn't It Romantic?"))
Directors Guild of America (DGA) - Producciones de 1985
ganadora
Mejor dirección (Serie de TV - Comedia) (Jay Sandrich (Episodio piloto))

## Versiones extranjeras
- Brighton Belles (Reino Unido)

Título en español: “Las bellas de Brighton”
En 1993, ITV estrenó Brighton Belles, una versión británica de la serie americana. La serie, interpretada por Sheila Hancock, Wendy Craig, Sheila Gish, y Jean Both, era casi idéntica a The Golden Girls, excepto en los cambios en los nombres de los personajes y en sus representaciones por actores. Después de solo diez episodios, la serie, que había durado solamente seis semanas, fue cancelada debido a la baja audiencia, siendo transmitidos los cuatro últimos episodios más de un año después de la cancelación de la serie.
- Большие Девочки (Rusia)

Transliteración: “Bolshie Devochki” (literalmente, "Las chicas grandes")
La refundición rusa de la serie fue emitida en 2006, con actrices renombradas de Rusia en el elenco, incluyendo Galina Petrova como Irina (Dorothy), Olga Ostroumova como Nadejda (Blanche), Valentina Telechkina como Margarita (Rose), y Elena Millioti como Sofya (Sophia). Sin embargo, el concepto nunca prendió con los telespectadores rusos y el programa fue cancelado después de haberse emitido solo 32 episodios. Amedia (una empresa de producción que fue responsable de las refundiciones rusas de otras comedias como The Nanny, Third Rock from the Sun, The Brady Bunch y Perfect Strangers), todavía no ha vendido los episodios completos para su sindicación.
- Xρυσά κορίτσια (Grecia)

Transliteración: “Chrysa Koritsia” (literalmente, "Las chicas de oro")
En 2008, la cadena griega ET1 estrenó una refundición griega de The Golden Girls, en la cual las cuatro mujeres eran griegas. Cada uno de los personajes ha sido helenizado para adecuarse a la cultura y al emplazamiento moderno. Los nombres fueron ligeramente combinados, pero sobre todo por razones culturales. El nombre de Sophia no era cambiado, porque es de origen griega; sin embargo, Blanche fue renombrada como "Bela"; Dorothy, como "Dora"; Rose, como "Fifi" y Stan, como "Panos". La serie fue emitida desde mediados de enero de 2008 y cuenta con las interpretaciones de muchas historias similares a las de la serie original.
ET1 emitió una reposición del programa en el verano de 2008 y consiguió ocupar un puesto en un listado de las 10 mejores calificaciones de televisión, presentado por AGB. La edición griega cuenta con Mirka Papakonsantinoy como Dora, Dina Konsta como Sofia, Eleni Gerasimidou como Fifi e Ivonni Maltezoy como Bela.
- La edad de oro (México)

En 1991, Televisa produjo en México “La edad de oro”, transmitida los jueves de las 22:00 a las 22:30 por su canal estelar. La serie, basada en la idea original del programa americano, contaba la historia de un grupo de disímbolas pero solidarias amigas de juventud que pasaban por chuscas y reflexivas situaciones propias de la madurez. El elenco estuvo conformado por primeras actrices del cine, el teatro y la televisión nacionales como Rita Macedo, Rosita Arenas, Manola Saavedra y Vilma González.
- Juntas, pero no revueltas (España)

La primera versión española de la serie era emitida por TVE en la temporada 1995-1996, con Mercedes Sampietro como Julia (Dorothy), Mónica Randall como Nuri (Blanche), Kiti Manver como Rosa (Rose) y Amparo Baró como Benigna (Sophia). Después de una temporada, esa serie fue cancelada debida a su baja audiencia.
- Las chicas de oro (España)

En 2010, TVE anunció el estreno de una segunda versión española de Las chicas de oro, esta vez producida por José Luis Moreno y protagonizada por un elenco de prestigiosas actrices: Concha Velasco como Doroti Morilla (Dorothy), Carmen Maura como Rosa Crespo (Rose), Lola Herrera como Blanca de Beró (Blanche) y Alicia Hermida como Sofía Garcés (Sophia). Se estrenó el 13 de septiembre de 2010 con éxito de audiencia pero en los siguientes episodios esta fue bajando paulatinamente y no fue renovada por una segunda temporada.
- Los años dorados (Hispanoamérica - México - Venezuela…)

En 2009 Disney Media Networks Latin America anunció su adaptación en Latinoamérica, la cual iniciaron las grabaciones en Caracas, Venezuela. Protagonizado por Rebecca Jones, Susana Alexander, Kristina Lilley y Lili Rentería.
- Los años dorados (Chile)

Tras varios meses de producción, el canal UCV Televisión de Chile estrenó el 13 de julio de 2015 una nueva versión de la serie, dirigida por Ricardo Vicuña, escrita por Luz Croxatto y adaptada a la realidad nacional, protagonizada por Gloria Münchmeyer como Chichi(Blanche), Ana Reeves como Dolo (Dorothy), Consuelo Holzapfel como Bea (Rose) y Carmen Barros como Carmen (Sophia). La comedia cuenta la historia de cuatro mujeres de la tercera edad que viven juntas en un departamento en la ciudad de Viña del Mar, siendo la primera producción que realiza un canal chileno junto a Disney.

## Doblaje
| Personaje         | Intérprete original (EE. UU.) | Intérprete de voz (Hispanoamérica) | Intérprete de voz (España) |
| ----------------- | ----------------------------- | ---------------------------------- | -------------------------- |
| Dorothy Zbornak   | Beatrice Arthur               | Beatriz Aguirre                    | Amparo Soto                |
| Rose Nylund       | Betty White                   | Sylvia Garcel                      | Julita Martínez            |
| Blanche Devereaux | Rue McClanahan                | Nancy McKenzie                     | Delia Luna                 |
| Sophia Petrillo   | Estelle Getty                 | Araceli de León                    | Irene Guerrero de Luna     |

## Emisiones internacionales
- Argentina: Canal 13 (1990-1994)
- Chile: Canal 13 (1986-1992), Chilevisión (2006-2007)
- México: XHGC-TV (años 80)
- Ecuador: Teleamazonas (1985-2004)
- Venezuela: RCTV (1987-1995) Televen (1990-2001), Venevisión (2013-presente)
- El Salvador: Canal 4 (1986-1993), Canal 6 (1997-2004)
- Honduras: Telesistema Hondureño (1987-2005)
- Uruguay Canal 12 Teledoce (1986-1993)
- España: TVE (1986 - 1993) y diferentes canales pertenecientes a la FORTA.
- Estados Unidos: Univision (Las Chicas de Oro)